# Altair 2
Altair 2 est le nom du vaisseau spatial Orion qui aurait dû tenter, au cours de la mission Orion 15, le premier atterrissage lunaire du programme Constellation et le septième dans l'histoire humaine avant l'abandon de ce programme en 2010. Cela aurait été le premier avec un équipage humain depuis 1972.